# Tommaso Juglaris
Tommaso Juglaris (Moncalieri, 9 ottobre 1844 – Moncalieri, 16 gennaio 1925) è stato un pittore italiano, che ha lavorato in Italia, in Francia e negli Stati Uniti d'America.